# Руйка (приток Немды)
Руйка — река в России, протекает по территории Новоторъяльского и Сернурского района Республики Марий Эл. Устье реки находится в 133 км по правому берегу Немды. Длина реки составляет 15 км.

## Данные водного реестра
По данным государственного водного реестра России относится к Камскому бассейновому округу, водохозяйственный участок реки — Вятка от города Котельнич до водомерного поста посёлка городского типа Аркуль, речной подбассейн реки — Вятка. Речной бассейн реки — Кама.
Код объекта в государственном водном реестре — 10010300412111100037297.